# 贺志亮
贺志亮（1970年10月—），男性，内蒙古临河人，汉族，中国共产党党员。中华人民共和国政治人物。现任中央社会工作部副部长。

## 人物经历
曾任内蒙古自治区文化和旅游厅厅长、吉林省吉林市市长、中共吉林省吉林市委书记。2023年1月，当选为吉林省人民政府副省长。2月兼任吉林省公安厅厅长。
2025年1月，任中央社会工作部副部长。